# N-МОП
N-МОП (металл-оксид-полупроводник) — технология применения МОП-транзисторов на полупроводниках N-типа для реализации логических вентилей при построении интегральных схем. Транзисторы МОП-структуры лучше других активных полупроводниковых приборов подходили для создания логических БИС и СБИС, и ранний прогресс цифровой техники обусловлен микросхемами на транзисторах с МОП-структурой. В отличие от биполярного транзистора, выходной ток которого управляется входным током, МОП-транзистор, как и другие полевые транзисторы, управляется напряжением, этим он напоминает электровакуумный триод. В зависимости от типа носителей зарядов, МОП-транзисторы могут быть n-канальными или p-канальными, в первых используются электроны, во вторых — дырки.
Логический МОП-элемент представляет собой несколько транзисторов, соединённых либо последовательно (для получения функции «И-НЕ»), либо параллельно (для получения функции «ИЛИ-НЕ»). Такой же транзистор, только постоянно включённый, служит нагрузочным резистором логического элемента. Увеличение сопротивления открытого канала этого транзистора уменьшает потребляемую мощность, но одновременно и скорость действия логического элемента. Управлять этим параметром можно, изменяя геометрические размеры, например, ширину канала.
МОП-транзисторы занимают на кристалле микросхемы в 6—9 раз меньшую площадь, чем транзисторы, используемые в ТТЛ за счёт упрощения топологии, так, наиболее простой тип транзистора, с индуцированным каналом, требует всего одной операции легирования и одной — металлизации. В англоязычной литературе такой тип называется «обогащённый канал». Это позволило добиться высокой степени интеграции и создать микропроцессоры (процессоры собранные в одной микросхеме). Однако, схемы на транзисторах с индуцированным каналом требуют весьма высокого напряжения питания (27 вольт для типичных p-МОП-структур, и 12 вольт для типичных n-МОП), и обладают невысоким быстродействием, задержка переключения для p-МОП схем составляла десятки, в лучшем случае — единицы микросекунд, а для n-МОП — сотни наносекунд. Увеличить быстродействие с одновременным снижением питающего напряжения удалось с применением транзисторов со встроенным каналом, работающим в режиме обеднения. Такие транзисторы требуют на одну операцию легирования больше, но позволили n-МОП схемам работать от одного источника напряжением 5 вольт.
Дальнейшее повышение быстродействия было связано с отказом от металлических затворов и переходом на затворы из поликристаллического кремния. Чтобы ещё увеличить быстродействие, для изоляции затвора от канала были использованы диэлектрики с меньшим коэффициентом диэлектрической проницаемости, чем у оксида кремния, поэтому полевые транзисторы современных цифровых СБИС уже неправомерно называть МОП-транзисторами. С целью радикального снижения энергопотребления в одном логическом элементе могут применяться транзисторы обоих типов проводимости, как с каналом n-типа, так и с каналом p-типа. Такая схема называется КМОП — «комплементарная». В отличие от схем на одном типе проводимости, КМОП схемы практически не потребляют тока в статическом режиме, так как в них в цепочке последовательно соединённых транзисторов хотя бы один всегда закрыт, и лишь во время переходного процесса все транзисторы оказываются ненадолго открытыми. Однако, КМОП структуры требуют большего числа технологических операций при изготовлении, что первоначально ограничивало достижимую степень интеграции (довольно долго по этому параметру лидировали n-МОП структуры).
Существуют и иные разновидности интегральных полевых транзисторов. В частности, с барьером Шоттки — обычно это МеП (Металл-полупроводник). ЛИЗМОП (МОП с Лавинной Инжекцией Заряда) с «плавающим» затвором без вывода. В нём затвор представляет собой изолированный островок, который состоит из молибдена или поликремния. При инжекции заряда информация запоминается. Для стирания используется облучение ультрафиолетом. Аналогично устроена и Flash-память, но там затворы тоньше для возможности «вытягивания» заряда в подложку. Для поблочной адресации и для исключения возможности повреждения транзисторов при стирании данная память часто имеет встроенные цепи программирования/стирания/управления. МНОП (металл-нитрид-оксид-полупроводник) — транзистор с двойным затвором и двойным изолятором из нитридного и оксидного слоёв. В процессе заряда ток проходит через оксид, но не проходит через нитрид, что позволяет сохранять информацию. Второй затвор сверху позволяет электрически стирать информацию в таком транзисторе. Применялись они до появления Flash-памяти. Другие виды транзисторов не рассматриваются из-за их малой распространённости.